# Мормонски коридор
Мормонският коридор (на английски: Mormon Corridor) е регион в Съединените американски щати, характерен с високата концентрация на последователи на Църквата на Исус Христос на светиите от последните дни, по-известни като мормони.
В академичната литература се използва също и терминът Мормонски културен регион, а разговорно той е познат и като Пояс на Книгата на Мормон – препратка към Библейския пояс, който обхваща югоизточната част на Щатите. Друг популярен сред американците термин е Пояс Jell-O (Jell-O Belt) поради стереотипната представа, че желираните продукти Jell-O са залегнали в съвременната култура на мормоните.
Коридорът включва в САЩ целия щат Юта, продължава северно през Източен Айдахо и Западен Уайоминг до Национален парк „Йелоустоун“. На запад през Невада достига до южната част на окръг Сан Бернардино в Калифорния, а на юг прекосява района на град Мейса, Аризона и достига чак до границата с Мексико.
Извън коридора се намират множество изолирани мормонски комуни в САЩ, Западна Канада и Северно Мексико.